# 自己的國家自己救
自己的國家自己救是出自於中華民國的愛國歌曲《莫等待》中的一句歌詞，該曲為中國國民黨的政治宣傳歌曲，而其歌詞後來演變成社會運動中一句常見的標語或口號。
《莫等待》由李士英作詞、談修作曲，是1977年國民黨政府下的國防部總政治作戰部用以傳播政治理念的歌曲。原本、「自己的國家自己救」中的「國家」是指位於台灣的國民政府，而「救」指的是「光復祖國」。但隨著臺灣獨立的意識在臺灣人民間普及，臺灣主權在國際上又屢受中華人民共和國政府打壓，使得「自己的國家自己救」的意思轉變為「擺脫困境、建立獨立自主的國家」，而此時標語也可能被簡稱為「自己國家自己救」。在2014年太陽花學運期間，「自己的國家自己救」此一標語大量地被運用在各種情境下：例如身兼獨立樂團拷秋勤成員的設計師陳威仲將「自己國家自己救」印在T恤上。時任中華民國總統馬英九在談論南海爭議、對於中華民國在外交上的困境表示：「自己的國家自己救」；時任宜蘭縣長林聰賢在周子瑜國旗事件發生後，在聲援周子瑜時提到「自己的國家自己救」。除了台灣、這一標語也被用於香港獨立運動中。
當「自己國家自己救」用於不同場合時，標語中的「國家」可能會被替換成其它詞彙。例如台灣足球運動員張武業在提及改善台灣的足球環境時，將標語改為「自己環境自己救」；在談論《國民體育法》修法時，草案連署發起人張祐銓以「自己的體育自己救」為標語；在提及因前往台灣旅遊的中國遊客減少、因而衝擊觀光產業時，使用「自己的觀光自己救」；在談論因東日本大震災導致的食品安全問題時，使用「自己的健康自己救」。
「自己國家自己救」更被運用在書名中，例如時報出版的保健書籍《自己的膝蓋自己救》。